# Universitatea Paris Sciences et Lettres
Universitatea Paris Sciences & Lettres (sau universitatea PSL; în franceză Universitatea Paris Sciences et Lettres) este o instituție de învățământ superior franceză care beneficiază de statutul de mare instituție din 2022. Ea s-a format prin integrarea a unsprezece instituții academice și de cercetare, cu sprijinul a trei organizații de cercetare.
Amplasată în Paris, universitatea este în principal localizată în cartierul Latin, dar și în campusul Jourdan (anexă a École normale supérieure), la Porte Dauphine (campusul Dauphine), în partea de nord a Parisului, pe campusul Condorcet, la Carré Richelieu (campusul École nationale des chartes) și la Meudon (site-ul Observatorului).

## Istorie
En 2010, conștienți de lipsa de vizibilitate internațională a instituțiilor lor și a dificultăților de finanțare și implementare a proiectelor de cercetare, cinci mari școli și instituții academice pariziene s-au grupat sub forma unui pol de cercetare și învățământ superior (PRES) cu statut de fundație de cooperare științifică (FCS). Această nouă entitate, numită "Paris Sciences et Lettres - Quartier latin", a fost inițial o cooperare mai ales științifică între aceste instituții din cartierul Latin și vizează, de asemenea, obținerea finanțărilor.
Primii cinci membri ai grupului sunt Collège de France, Chimie ParisTech, École normale supérieure (Paris), Școala municipală de fizică și de chimie industrială a orașului Paris și Observatorul din Paris.
Ulterior, opt noi membri s-au alăturat fundației: doi ca membri fondatori (Universitatea Paris Dauphine și Institutul Curie) și șase ca membri asociați (Conservatorul Național Superior de Artă Dramatică, Conservatorul Național Superior de Muzică și Dans din Paris, École nationale supérieure des arts décoratifs, École nationale supérieure des beaux-arts, Fundația Pierre-Gilles de Gennes pentru Cercetare și Institutul Louis Bachelier).
În 2011, PSL a fost selectată printre primele trei inițiative de excelență.
În 2012, a fost creat un Etablissement Public de Coopération Scientifique (EPCS) numit „PSL-formation” pentru a „asigura formare inițială și continuă, conducând la obținerea de diplome proprii și diplome naționale”.
În 2012, École Nationale Supérieure des Mines de Paris (Mines ParisTech) s-a alăturat PSL în calitate de membru asociat. Ea va deveni membru fondator în anul următor. În același timp, patru noi membri, anterior asociați la Hesam Université, s-au alăturat PSL: École nationale des chartes și École Pratique des Hautes Études (EPHE) ca membri fondatori, precum și EHESS (École des Hautes Études en Sciences Sociales) și École Française d'Extrême-Orient ca membri asociati.
În 2015, conform Legii ESR din 2013, Etablissement Public de Coopération Scientifique (EPCS) a fost dizolvat, iar comunitatea universităților și instituțiilor (ComUE) „Université de recherche Paris sciences et lettres - PSL Research University” a preluat. Începând cu acest an, noii doctoranzi își pregătesc tezele într-o instituție, dar sunt absolveți de colegiul doctoral al PSL.
Formarea grupului a fost larg criticată de către comunitatea academică franceză. Diversitatea instituțiilor participante la proiect a fost uneori menționată ca sursă de slăbiciune a proiectului. Crearea sa a primit un aviz nefavorabil din partea Consiliului Național pentru Învățământul Superior și Cercetare. Modul de grupare a instituțiilor a fost considerat "la polul opus al filosofiei legii privind învățământul superior". Salariul directorilor săi a fost considerat "inacceptabil" de către membrii Consiliului Național pentru Învățământul Superior și Cercetare. Au fost exprimate îndoieli cu privire la calitatea reală a proiectului. În 2016, juriul IDEX însărcinat cu evaluarea și monitorizarea investițiilor a emis o decizie critică cu privire la PSL. I s-a recunoscut o mare calitate a cercetării și formării, dar insuficiențe în sinergiile menite să creeze o universitate integrată și în punerea în comun a resurselor umane. Prin urmare, i s-a acordat un termen suplimentar de 18 luni pentru a remedia aceste slăbiciuni.
În același an, PSL a creat École Nationale de Mode et Matière de PSL.
Pe 21 septembrie 2017, Tribunalul Administrativ din Paris a ordonat Universității de Cercetare Paris Sciences et Lettres să retragă mențiunea „Research University” de pe logotipul său de pe toate suporturile pe care apare, conform Legii Toubon privind utilizarea limbii franceze.
În martie 2017, École Nationale d'Administration (ENA) și PSL anunță crearea unei catedre comune și semnarea unui parteneriat strategic. ENA devine parte a listei de parteneri ai PSL în decembrie 2020.
În 2019, Universitatea Paris Sciences et Lettres devine o instituție publică cu caracter științific, cultural și profesional experimental în cadrul ordonanței din 12 decembrie 2018 care organizează noi moduri de grupare a instituțiilor de învățământ superior și de cercetare.
În noiembrie 2020, la recomandarea juriului internațional, statul anunță perenizarea inițiativei de excelență a Universității Paris Sciences et Lettres (împreună cu cea a Universității Paris-Saclay), ceea ce se traduce prin menținerea sprijinului său anual și prin transferul către PSL a dotației neconsumabile. PSL este membră a UDICE încă de la înființare.
În noiembrie 2022, Universitatea PSL a ieșit din perioada de experimentare. Decretul care consfințește statutul permanent al Universității PSL a fost publicat în Monitorul Oficial la 27 noiembrie 2022. Instituția publică cu caracter științific, cultural și profesional este constituită sub forma unui mare organism.

## Funcționare

### Membrii
PSL are o dimensiune medie (17.000 de studenți). Conform decretului din 5 noiembrie 2019, perimetrul său este format din cele nouă instituții componente și cei doi membri asociați la 1 ianuarie 2020; acesta ar putea să se extindă treptat prin includerea întregii sau a unei părți a instituțiilor partenere care au contribuit la fondarea IDEX-ului. În plus, CNRS, INSERM și INRIA participă la guvernarea și definirea Universității PSL, cu care coordonează strategiile lor.

#### Unități componente

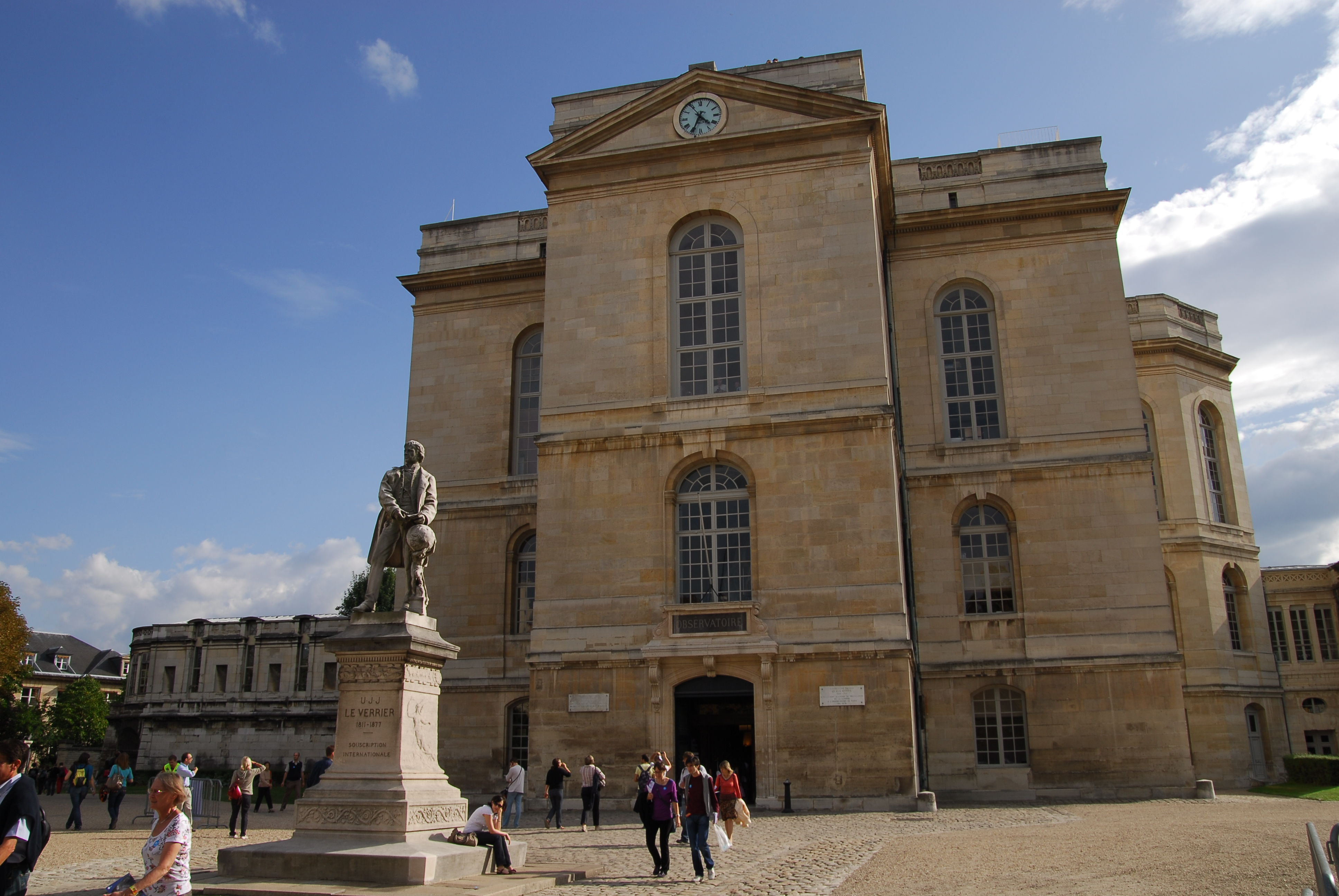
Observatorul din Paris

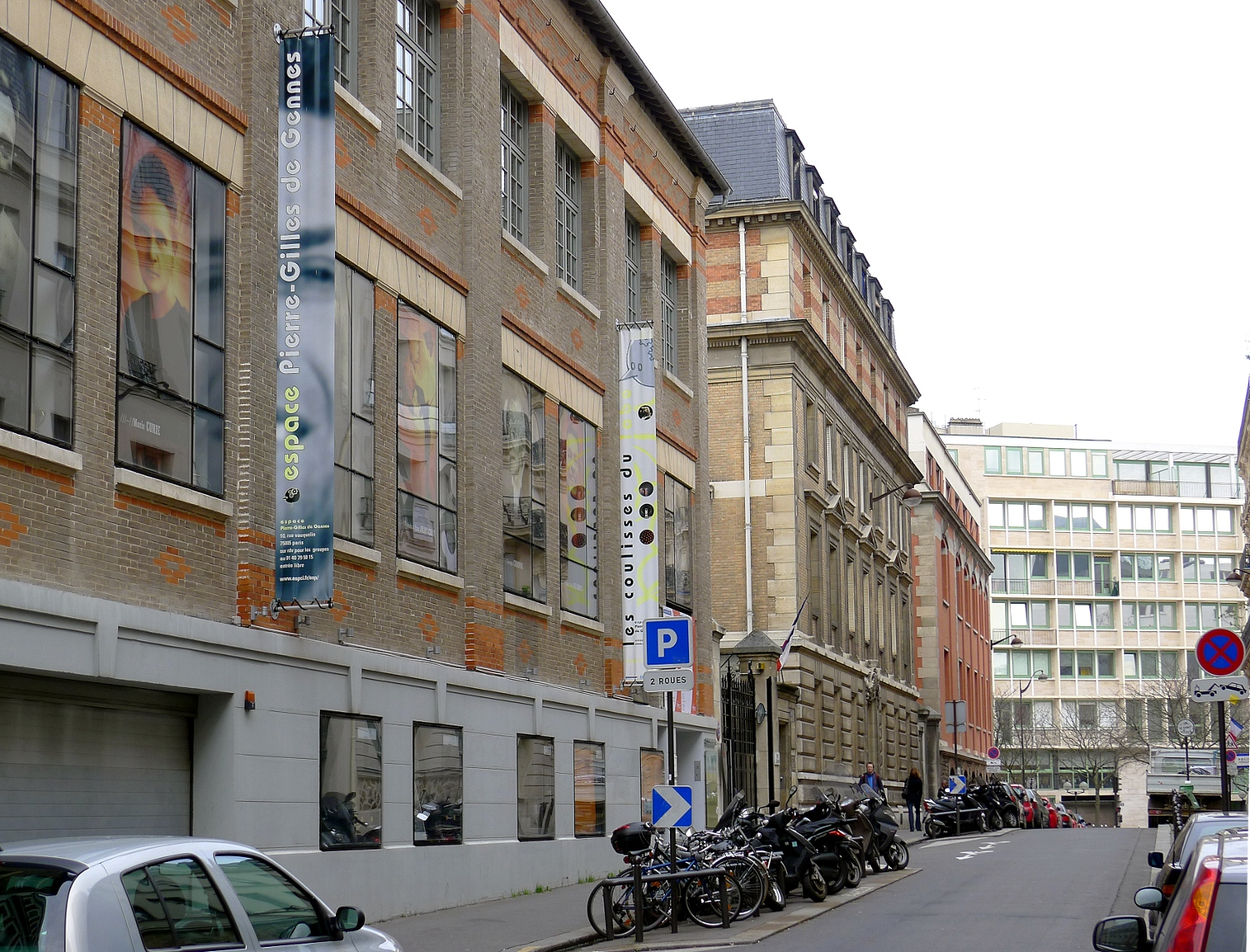
ESPCI Paris.

- École nationale supérieure de chimie de Paris;
- Conservatorul Național Superior de Artă Dramatică;
- École nationale des chartes (ENC);
- École normale supérieure (ENS Ulm);
- École pratique des hautes études (EPHE);
- Școala municipală de fizică și de chimie industrială a orașului Paris;
- École Nationale Supérieure des Mines de Paris;
- Observatorul din Paris;
- Universitatea Paris Dauphine;
- Fondation de coopération scientifique Paris Sciences et Lettres - Quartier Latin.

#### Membri asociați
- Collège de France;
- Institutul Curie.

#### Organizații de cercetare și parteneri
- Organizații de cercetare: CNRS, INSERM, INRIA;
- Parteneri: École française d'Extrême-Orient[n 5], École nationale supérieure des arts décoratifs, École nationale supérieure des beaux-arts, La Fémis - École nationale supérieure des métiers de l'image et du son, Institutul Louis Bachelier, Școala Națională de Administrație, École nationale supérieure d'architecture de Paris-Malaquais, Conservatorul din Paris, lycée Henri-IV.

## Școlarizare si diplome

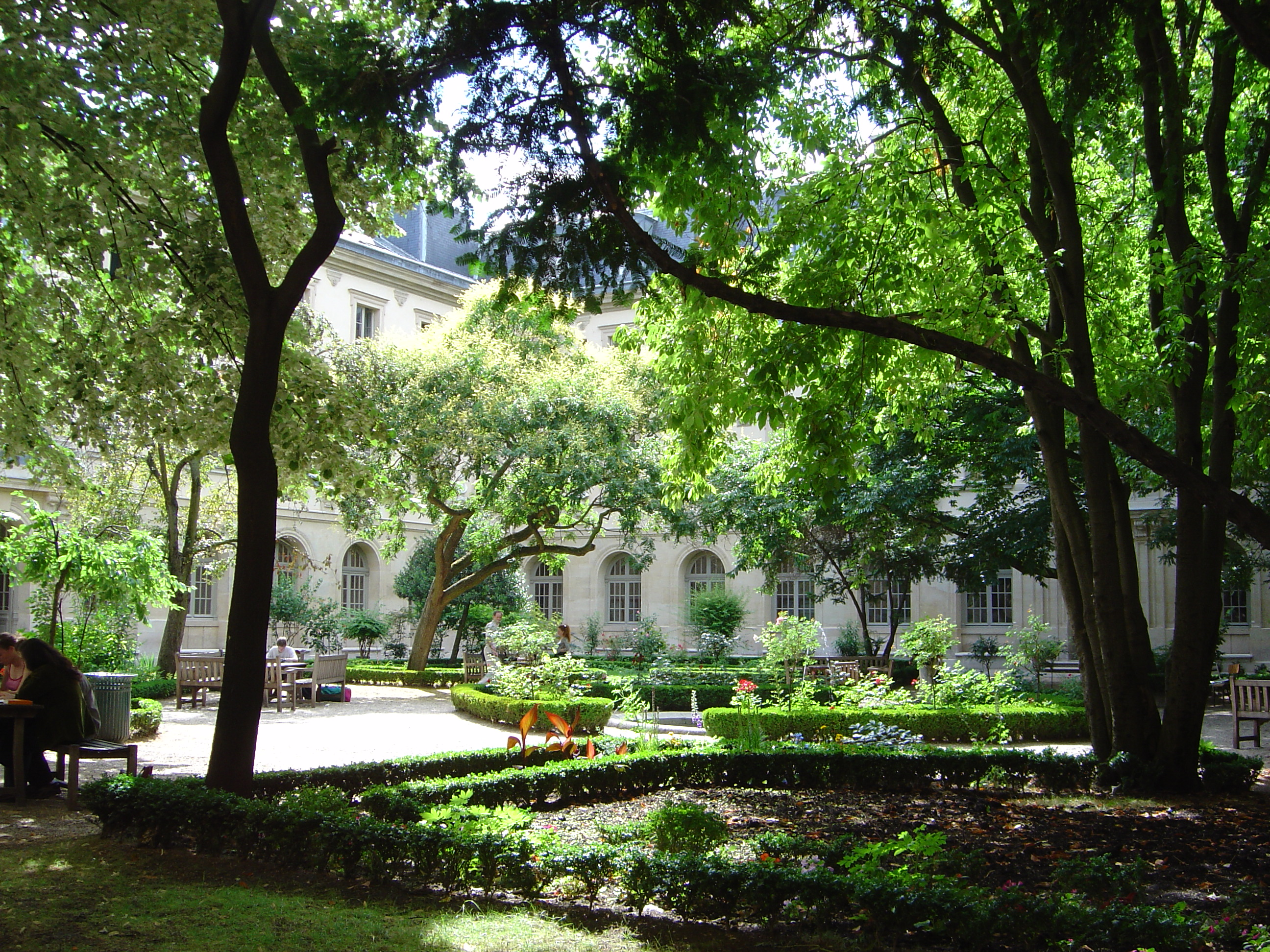
École normale supérieure

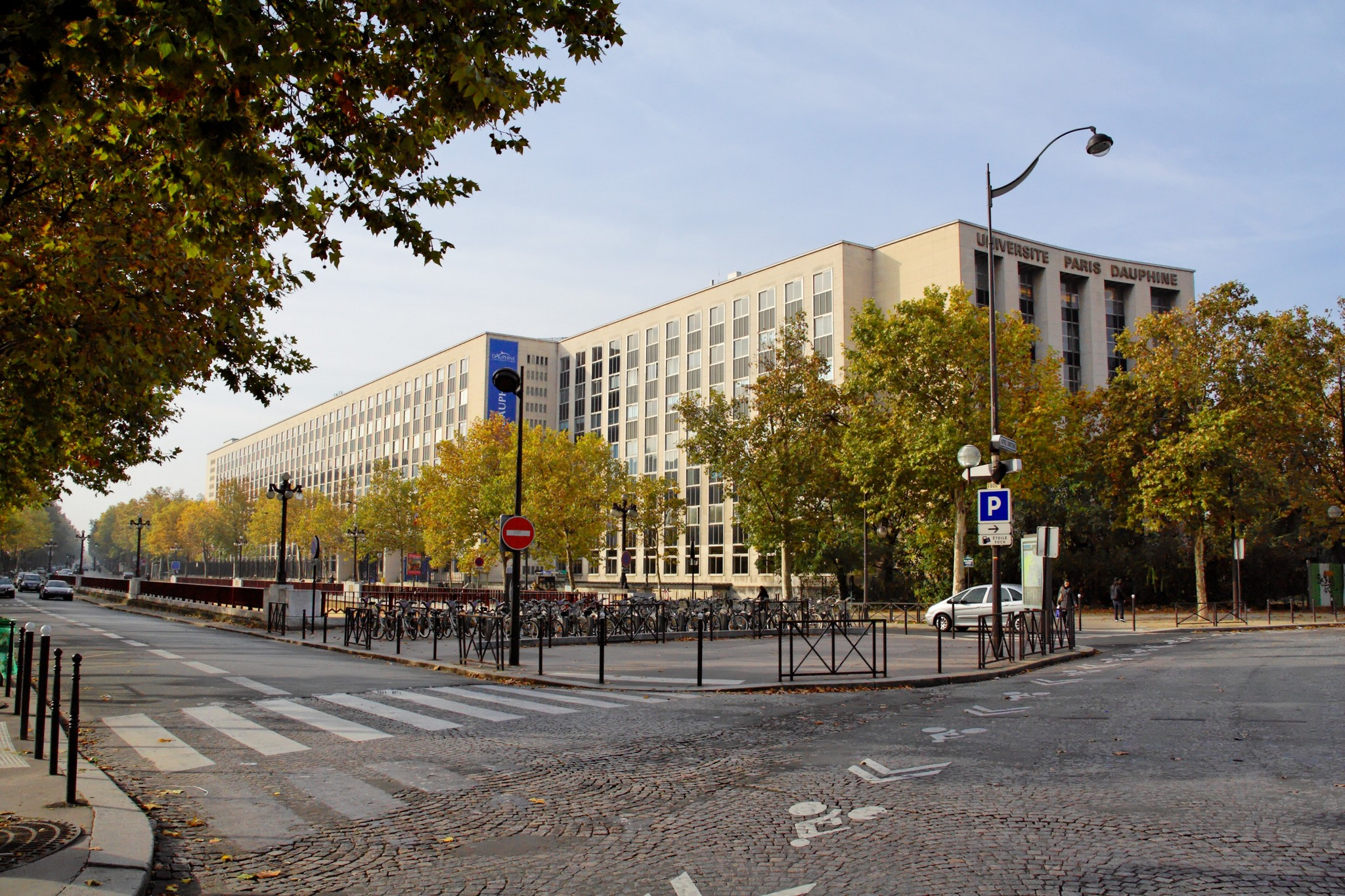
Paris-Dauphine

PSL dispune de o ofertă de formare globală și acordă 60 de diplome, de la licență până la doctorat. Prin intermediul diferitelor instituții, sunt predări o varietate mare de domenii disciplinare: de la astrofizică la creație artistică, de la matematică la științele umaniste clasice.
În plus de diplomele tradiționale eliberate de fiecare membru al PSL, adunarea lor a permis crearea unor noi programe de studiu: ciclul pluridisciplinar de studii superioare (CPES), Institutul de Tehnologie și Inovare (PSL-ITI) și doctoratul în științe, arte, creație, cercetare (SACRe).

### Ciclul multidisciplinar de studii superioare (CPES)
Ciclul pluridisciplinar de studii superioare (CPES) este un tip de școlarizare creat în 2012 de către PSL și Liceul Henri-IV, membru asociat al PSL. Din 2013, Liceul Louis-le-Grand s-a alăturat proiectului. Acest nou program succede vechii clase pregătitoare pentru studii superioare (abreviată CPES) înființate de Liceul Henri-IV și care avea ca scop pregătirea elevilor pentru admiterea la o CPGE.
Ciclul pluridisciplinar își propune să ofere „o școlarizare inovatoare și de înalt nivel, care combină cel mai bun din cele două filiere ale învățământului superior francez în primul ciclu”, prin „intensitatea și calitatea cursurilor, îndrumarea și monitorizarea pedagogică, efectivele limitate în grupuri-clasă, toate caracteristicile clasei pregătitoare pentru marile școli (CPGE)”, pe de o parte, și „învățarea autonomiei, diversitatea alegerilor de specializare, formarea prin cercetare, fără obsesia concursurilor, specificități proprii universităților”, pe de altă parte.
Acest tip de școlarizare, care „se inspiră din primele cicluri pluridisciplinare ale universităților americane”, se bazează pe specializarea progresivă pornind de la o bază comună de învățăminte literare și științifice. Acest program se află „la jumătatea drumului între universitate și clasă pregătitoare”.
Cursurile durează trei ani și se eliberează o diplomă de instituție.

### Institutul de Tehnologie și Inovare (PSL-ITI)
Lansat la începutul anului școlar 2014, Institutul de Tehnologie și Inovare (PSL-ITI) a fost inițiativa a patru dintre instituțiile membre ale PSL (Chimie ParisTech, ESPCI Paris, MINES ParisTech și École normale supérieure). Proiectul a implicat și colaborarea altor membri ai PSL: Universitatea Paris-Dauphine, Institutul Curie, Observatorul din Paris, Collège de France, École nationale supérieure des Arts décoratifs. De asemenea, s-a bazat pe o colaborare consolidată cu École nationale des ponts et chaussées. Programul PSL-ITI a fost întrerupt în 2019.

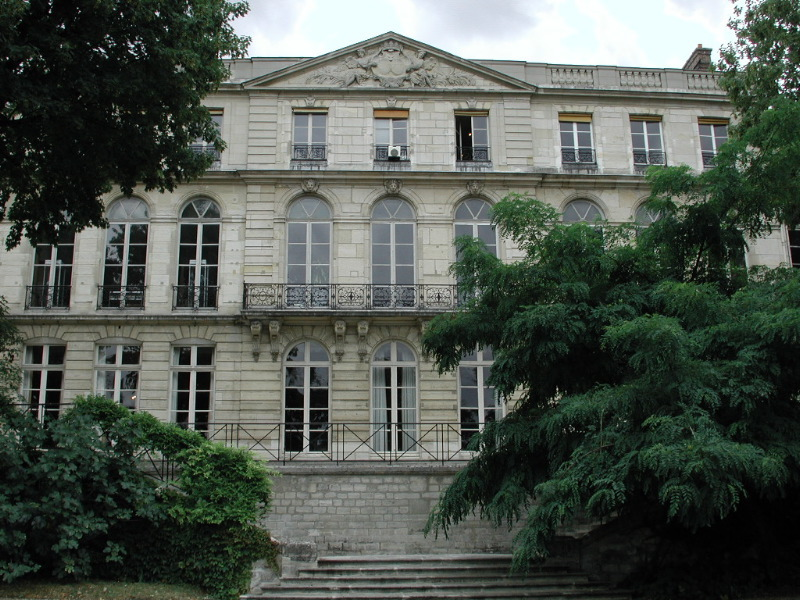
École des mines Paris

### Doctoratul la PSL
Studenții care obțin un doctorat la Paris Sciences et Lettres primesc un diploma intitulată "doctorat de Paris Sciences et Lettres".

### Doctoratul SACRe
Doctoratul SACRe (științe, arte, creație, cercetare) este o școlarizare doctorală creată prin adunarea a șase dintre instituțiile membre sau partenere ale PSL: Conservatorul Național Superior de Artă Dramatică, Conservatorul din Paris, École nationale supérieure des arts décoratifs, École nationale supérieure des beaux-arts, École normale supérieure și La Fémis. Scopul este de a stimula schimburile și sinergiile între domenii ale științelor umane și sociale, ale științelor ingineriei și ale creației artistice pentru a reînnoi atât metodele de experimentare și gândire ale plasticienilor, muzicienilor, cineastilor, regizorilor, actorilor sau designerilor, cât și ale cercetătorilor academici.

### Educație pentru Obiectivele de Dezvoltare Durabilă
PSL este co-responsabilă, împreună cu Kedge Business School și Universitatea din Cergy-Pontoise, pentru rețeaua franceză a SDSN (Sustainable Development Solutions Network), sub egida Națiunilor Unite. În acest cadru, PSL acționează pentru promovarea formării în problemele dezvoltării durabile, schimbărilor climatice și biodiversității pentru toți studenții universității.
În 2020, a fost deschisă o licență în Științele pentru o lume durabilă.
Lansarea acestei licențe a fost marcată de controverse, care au condus la amânarea cu un an a deschiderii licenței, inițial planificată pentru 2019, și la revizuirea organizării sale.

## Scientometrie și clasamente universitare

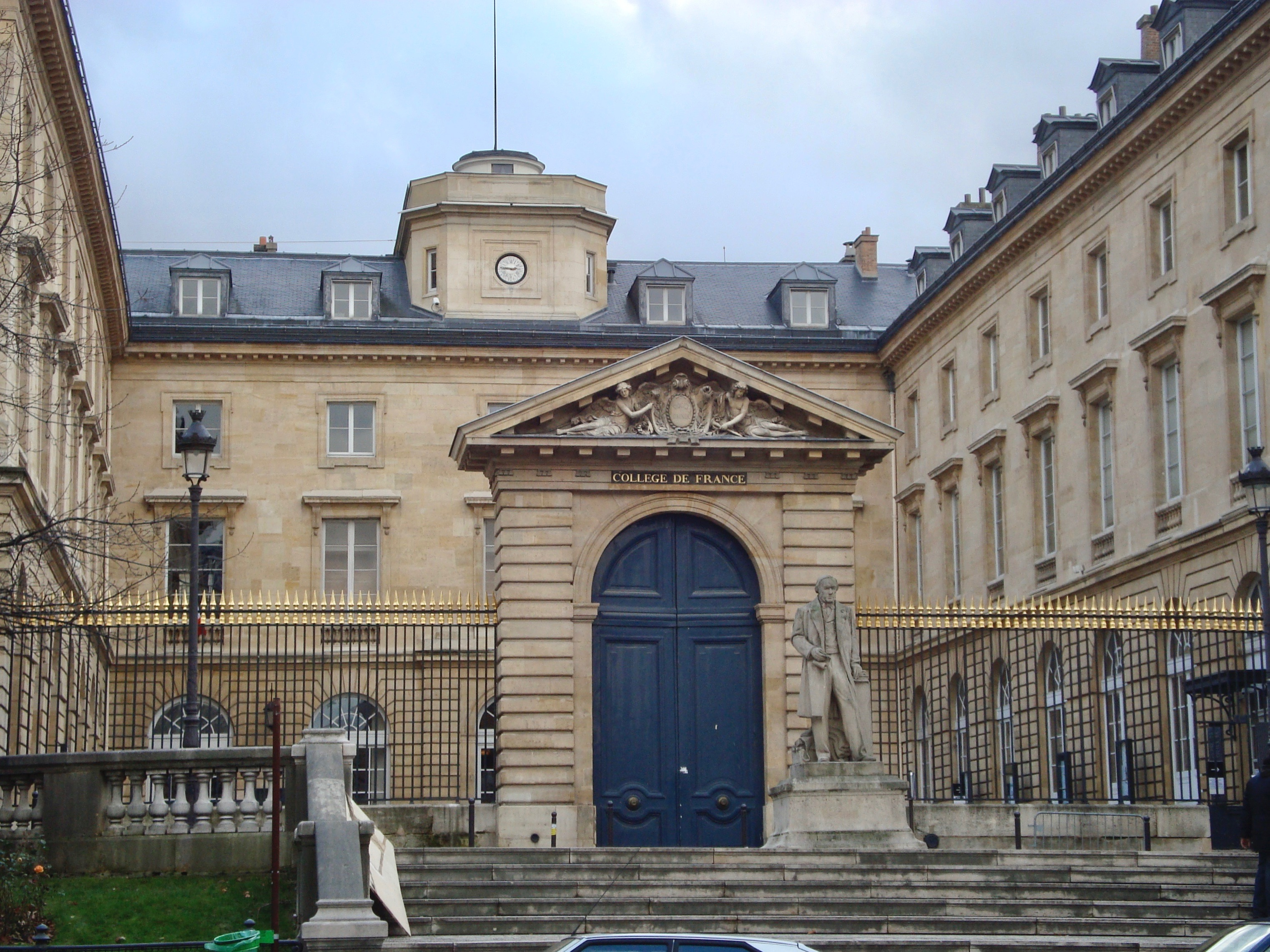
Collège de France

În 2021, Universitatea PSL a fost clasată pe locul 38 în Academic Ranking of World Universities, în 2022 pe locul 40 în Times Higher Education World University Rankings, pe locul 44 în QS World University Rankings și pe locul 21 în Center for World University Rankings.
En 2022, Universitatea PSL ocupă primul loc în clasamentul mondial al universităților înființate cu mai puțin de 50 de ani: Young University Rankings 2022. De asemenea, a fost clasată pe locul 26 în QS World University Rankings apărut în iunie 2022.

## Internațional
PSL a încheiat acorduri globale cu numeroase universități prestigioase din întreaga lume, precum Universitatea Cambridge, University College London, Universitatea Berkeley din California, New York University, Technion, Australian National University, Shanghai Jiao Tong University, Nanyang Technological University, École Polytechnique Fédérale de Lausanne, Universitatea Columbia, Universitatea Tsinghua și Universitatea Peking. De asemenea, desfășoară programe de cercetare internaționale importante, cum ar fi QLife sau Scripta, și promovează circulația și schimburile de cercetători și studenți.

## Viața de student
Les diverse campusuri ale Universității PSL beneficiază de infrastructura pariziană pentru a dezvolta activități culturale, sportive și festive. PSL oferă studenților săi acces la oferte de cazare, burse și locuri de muncă pentru studenți.
Birourile studențești ale instituțiilor componente propun studenților evenimente punctuale.

### Orchestra și Corul PSL
Orchestra și Corul de PSL este un ansamblu simfonic deschis tuturor membrilor comunității universitare PSL. Sezonul anual include în general cinci programe diferite, cu lucrări contemporane din diferite țări, și uneori o turneu internațional.

### Viața asociativă
Studentele și studenții PSL se implică în proiecte culturale, cetățenești și solidare, sportive: TREVE, Dauphine Discussion Débat, proiectul Lutetium, Spi Dauphine, printre altele. Universitatea are peste 100 de asociații studențești. În fiecare an, un program de ajutor financiar dedicat inițiativelor studențești ("Apeluri către inițiativele studențești") selectează și finanțează aproximativ treizeci de proiecte asociative.

## Personalități

### Laureații Premiului Nobel sauMedalia Fields
Personalităților care au fost elev, student sau profesor într-una dintre unitățile Universității PSL:
- Premiul Nobel pentru literatură:
  - 1915 - Romain Rolland (Fost student la École Normale Supérieure)
  - 1927 - Henri Bergson (Fost student la École Normale Supérieure și profesor la Collège de France)
  - 1937 - Roger Martin du Gard (Fost student)
  - 1964 - Jean-Paul Sartre (Fost student la École Normale Supérieure)
- Premiul Nobel pentru fizică:
  - 1903 - Marie Curie (Doctorat - Facultatea de Științe din Paris)
  - 1903 - Pierre Curie (Doctorat - Facultatea de Științe din Paris)
  - 1908 - Gabriel Lippmann (Fost student la École Normale Supérieure)
  - 1926 - Jean Baptiste Perrin (Fost student la École Normale Supérieure)
  - 1966 - Alfred Kastler (Fost student la École Normale Supérieure)
  - 1970 - Louis Eugène Félix Néel (Fost student la École Normale Supérieure)
  - 1991 - Pierre-Gilles de Gennes (Fost student la École Normale Supérieure și profesor)
  - 1992 - Georges Charpak (Fost student și profesor)
  - 1997 - Claude Cohen-Tannoudji (Fost student la École Normale Supérieure și profesor la Collège de France)
  - 2007 - Albert Fert (Fost student la École Normale Supérieure)
  - 2012 - Serge Haroche (Fost student la École Normale Supérieure și profesor la Collège de France)
- Premiul Nobel pentru Chimie:
  - 1906 - Henri Moissan (Fost student la École Pratique des Hautes Études și profesor la Universitatea din Paris)
  - 1911 - Marie Curie (Doctorat - Facultatea de Științe din Paris)
  - 1912 - Paul Sabatier (Fost student la École Normale Supérieure și doctorat)
  - 1935 - Frédéric Joliot-Curie (Fost elev al Școlii Municipale de Fizică și Chimie Industrială și profesor la Collège de France)
  - 1935 - Irène Joliot-Curie (Profesor la Facultatea de Științe din Paris)
  - 1987 - Jean-Marie Lehn (Profesor la Collège de France)
- Premiul Nobel pentru fiziologie sau medicină:
  - 1928 - Charles Nicolle (Profesor la Collège de France și Institut Pasteur)
  - 1965 - François Jacob (Profesor)
  - 1965 - Jacques Monod (Profesor la Collège de France)
  - 1980 - Jean Dausset (Profesor la Collège de France)
- Premiul Nobel pentru științe economice:
  - 1983 - Gérard Debreu (Fost student la École Normale Supérieure)
  - 1988 - Maurice Allais (Fost student și profesor)
  - 2014 - Jean Tirole (Fost student)
  - 2019 - Abhijit Banerjee (Profesor invitat)
  - 2019 - Esther Duflo (Fost student la École Normale Supérieure și profesor la Collège de France)
- Medalia Fields
  - 1950 - Laurent Schwartz (Fost student la École Normale Supérieure)
  - 1954 - Jean-Pierre Serre (Fost student la École Normale Supérieure și profesor la Collège de France)
  - 1958 - René Thom (Fost student la École Normale Supérieure)
  - 1982 - Alain Connes (Fost student la École Normale Supérieure și profesor la Collège de France)
  - 1994 - Pierre-Louis Lions (Fost student la École Normale Supérieure și profesor la Collège de France)
  - 1994 - Jean-Christophe Yoccoz (Fost student la École Normale Supérieure și profesor la Collège de France)
  - 2002 - Laurent Lafforgue (Fost student la École Normale Supérieure)
  - 2006 - Wendelin Werner (Fost student la École Normale Supérieure și profesor)
  - 2010 - Ngô Bảo Châu (Fost student la École Normale Supérieure)
  - 2010 - Cédric Villani (Fost student la École Normale Supérieure și doctorat)
  - 2022 - Hugo Duminil-Copin (Fost student la École Normale Supérieure)